# Barilius gatensis
Barilius gatensis је врста зракоперке из породице шарана (Cyprinidae). Врсти не прети изумирање.

## Распострењеност
Ова риба распострењена је у Индији (Карнатака, Керала и Тамил Наду).

## Опис
Достиже дужину до 15 цм.